# 诗人出差了
《诗人出差了》是雎安奇执导的一部黑白纪录片，讲述了一个诗人在新疆“出差”的经历。该影片于2015年在鹿特丹影展首映，获得了许多国际性奖项。

## 情节概要
2002年的秋天，从来没有出过差的诗人决定到四千公里外的新疆出一趟差。他独自一人换乘各种交通工具，住在廉价的旅馆。途经高山、森林、湖泊、沙漠。他漫无目标的寻找着风景。白天与人攀谈；夜晚钻进旅馆邂逅妓女。不停地在风景和肉体之间穿梭。一路上一共写下了16首诗……
影片结尾是一首叫《宝石》的诗，只有一句话：我得到宝石/我看到宝石上的光。

## 制作
2002年9月，雎安奇带着诗人竖（侯献波）坐上火车，离开北京前往四千公里外的新疆。在条件简陋的环境下，雎安奇一人担任导演、编剧和摄影师，诗人竖扮演诗人。他们用一台DV开始了40多天的拍摄，几乎穿越了整个新疆。后来两人因为分歧不欢而散，各自回到北京。2013年6月，两人在12年后相见，雎安奇得到勇气，并开始着手对12年前的素材进行剪接与后期制作。最终于2014年8月制作完毕。

## 评价
全州國際電影節的评委认为该片“简单，有吸引力，精巧，结局非常感人”。
鹿特丹影展评委写道：“该电影呈现出一种失落的气氛，对这个处于转型期的国家投以哀而不伤的一瞥，提供了观照这个时代的存在主义的不可逆性的一面镜子”。
萨格勒布则评价说“这部电影充满诗意，诱人和美感。它将激情的艺术表现连同个人情感与社会背景巧妙结合”。

## 荣誉
| 年份 | 奖项                           | 主题单元         | 参赛作品       | 结果 |
| ---- | ------------------------------ | ---------------- | -------------- | ---- |
| 2015 | 第43届鹿特丹影展               | 最佳亚洲电影大奖 | 《诗人出差了》 | 獲獎 |
| 2015 | 第16届全州國際電影節           | 最高大奖（国际） | 《诗人出差了》 | 獲獎 |
| 2016 | 第12届萨格勒布国际纪录片电影节 | 最佳电影（国际） | 《诗人出差了》 | 獲獎 |